# Resistance 2
Resistance 2 — вышедший в 2008 году научно-фантастический шутер от первого лица для платформы PlayStation 3, разработкой которого занималась Insomniac Games, а изданием Sony Computer Entertainment. Игра стала второй частью серии и продолжением самой успешно-продаваемой игры из стартовой линейки PlayStation 3 Resistance: Fall of Man.
Resistance 2 показывает, как главный герой Натан Хейл отправляется в Соединенные Штаты, чтобы еще раз сразиться с химерами, которые начали полномасштабное вторжение как на восточное, так и на западное побережье. В этой части Хейл входит в состав элитного отряда солдат под названием "Стражи", которые, как и он, заражены вирусом химер и должны держать его под контролем посредством регулярного применения ингибиторов.
Resistance 2 получила в целом положительные отзывы, её хвалили за визуальные эффекты, многопользовательские режимы и масштаб одиночной кампании. Тем не менее, была некоторая критика истории и аспектов кампании, в то время как общие изменения игры по сравнению с ее предшественником вызвали противоречивую реакцию критиков и фанатов. Продолжение, Resistance 3, было выпущено в 2011 году. Игра, как и ее предшественник и сиквел, закрыла свои онлайн-серверы 8 апреля 2014 года. Цифровые версии первых двух игр были выпущены после закрытия серверов эксклюзивно в Европе.

## Отзывы
| Сводный рейтинг | Сводный рейтинг |
| Агрегатор       | Оценка          |
| --------------- | --------------- |
| GameRankings    | 86,91 %         |